# Munții Gutâi (sit SPA)
Munții Gutâi este o arie protejată (arie de protecție specială avifaunistică — SPA) din România întinsă pe o suprafață de 28.439,2 ha, integral pe uscat.

## Localizare
Situl se întinde pe teritoriul administrativ al județului Maramureș (Baia Mare, Baia Sprie, Budești, Câmpulung la Tisa, Cavnic, Desești, Giulești, Șișești, Ocna Șugatag, Remeți, Sarasău, Săpânța, Sighetu Marmației). Centrul sitului Munții Gutâi este situat la coordonatele 47°48′57″N 23°45′48″E / 47.81575°N 23.763378°E.

## Înființare
Situl Munții Gutâi a fost declarat arie de protecție specială avifaunistică (ROSPA0134) în octombrie 2011 pentru a proteja mai multe specii avifaunistice. Acesta se suprapune cu ariile protejate: Creasta Cocoșului, Rezervația fosiliferă Chiuzbaia, Mlaștina Iezerul Mare, Mlaștina Poiana Brazilor, Mlaștinile Vlășinescu și Tăul lui Dumitru.

## Biodiversitate
Situată în ecoregiunea continentală (9,37%) depresionară a Băii Mari și cea alpină (90,63%) a Munților Gutâi, aria protejată nu include niciun habitat protejat.
La baza desemnării sitului se află 36 specii de păsări ocrotite la nivel european sau aflate pe lista roșie a IUCN; astfel: acvilă de munte (Aquila chrysaetos), cocoș de mesteacăn (Bonasa bonasia), bufniță (Bubo bubo), caprimulg (Caprimulgus europaeus), barză neagră (Ciconia nigra), cristel de câmp (Crex crex), [ciocănitoare cu spatele alb]] (Dendrocopos leucotos), ciocănitoare neagră (Dryocopus martius), presură sură (Emberiza calandra), șoim călător (Falco peregrinus), muscar gulerat (Ficedula albicollis), muscar mic (Ficedula parva), cinteză (Fringilla coelebs), cinteză de iarnă (Fringilla montifringilla), sfrâncioc roșiatic (Lanius collurio), forfecuța gălbuie (Loxia curvirostra), ciocârlie de pădure (Lullula arborea), privighetoare de zăvoi (Luscinia luscinia), codobatură albă (Motacilla alba)), codobatură de munte (Motacilla cinerea), muscar sur (Muscicapa striata), pietrar sur (Oenanthe oenanthe), viespar (Pernis apivorus), pitulice de munte (Phylloscopus collybita), ciocănitoare de munte (Picoides tridactylus), ciocănitoare verzuie (Picus canus), brumăriță de pădure (Prunella modularis), mugurar (Pyrrhula pyrrhula), aușel nordic (Regulus regulus), aușel sprâncenat (Regulus ignicapilla), mărăcinar negru (Saxicola torquatus), sitar de pădure (Scolopax rusticola), cănăraș (Serinus serinus), huhurez mare (Strix uralensis), silvie cu cap negru (Sylvia atricapilla) și cocoș de munte (Tetrao urogallus).